# Azijsko-pacifiško gospodarsko sodelovanje
Azijsko-pacifiško gospodarsko sodelovanje, Azijsko-pacifiško gospodarsko združenje ali Azijsko-pacifiško sodelovanje (angleško Asia-Pacific Economic Cooperation, kratica APEC) je mednarodna organizacija, ki združuje 21 držav. Te države ustvarijo polovico svetovnega BDP. Cilj združenja je izboljšati gospodarske in politične odnose med državami članicami. To je mednarodno območje proste trgovine, organizacija je bila ustanovljena leta 1989, najprej v Canberri v Avstraliji, zdaj pa ima sedež v Singapurju.
Leta 1989 je bilo ustanovnih članov dvanajst:
- Avstralija
- Brunej
- Kanada
- Indonezija
- Japonska
- Južna Koreja
- Malezija
- Nova Zelandija
- Filipini
- Singapur
- Tajska
- ZDA

Leta 1991 pridružene članice:
- Hongkong[3]
- Ljudska republika Kitajska[4]
- Tajvan[5]

Leta 1993 pridruženi članici:
- Mehika
- Papua Nova Gvineja

Leta 1994 pridružena članica:
- Čile

Leta 1998 pridružene članice:
- Peru
- Rusija
- Vietnam

## Letna srečanja
Vsako leto v okviru azijsko-pacifiškega gospodarskega sodelovanja poteka vrh, na katerem se sestanejo vsi voditelji, da bi razpravljali o rešitvah gospodarske trgovine. Gosti ga ena od sodelujočih držav članic:
| #:  | Datum in leto:                     | Gospodarska država:        | Lokacija mesta:               |
| --- | ---------------------------------- | -------------------------- | ----------------------------- |
| 1.  | 6.–7. november 1989                | Avstralija                 | Canberra                      |
| 2.  | 29.–31. julij 1990                 | Singapur                   | Singapur                      |
| 3.  | 12.–14. november 1991              | Južna Koreja               | Seul                          |
| 4.  | 10.–11. september 1992             | Tajska                     | Bangkok                       |
| 5.  | 19.–20. november 1993              | ZDA                        | Otok Blake                    |
| 6.  | 15.–16. november 1994              | Indonezija                 | Bogor                         |
| 7.  | 18.–19. november 1995              | Japonska                   | Osaka                         |
| 8.  | 24.–25. november 1996              | Filipini                   | Manila/Subic                  |
| 9.  | 24.–25. november 1997              | Kanada                     | Vancouver                     |
| 10. | 17.–18. november 1998              | Malezija                   | Kuala Lumpur                  |
| 11. | 12.–13. september 1999             | Nova Zelandija             | Auckland                      |
| 12. | 15.–16. november 2000              | Brunej                     | Bandar Seri Begawan           |
| 13. | 20.–21. oktober 2001               | Ljudska republika Kitajska | Šanghaj                       |
| 14. | 26.–27. oktober 2002               | Mehika                     | Los Cabos                     |
| 15. | 20.–21. oktober 2003               | Tajska                     | Bangkok                       |
| 16. | 20.–21. november 2004              | Čile                       | Santiago                      |
| 17. | 18.–19. november 2005              | Južna Koreja               | Pusan                         |
| 18. | 18.–19. november 2006              | Vietnam                    | Hanoj                         |
| 19. | 8.–9. september 2007               | Avstralija                 | Sydney                        |
| 20. | 22.–23. november 2008              | Peru                       | Lima                          |
| 21. | 14.–15. november 2009              | Singapur                   | Singapur                      |
| 22. | 13.–14. november 2010              | Japonska                   | Jokohama                      |
| 23. | 12.–13. november 2011              | ZDA                        | Honolulu                      |
| 24. | 9.–10. september 2012              | Rusija                     | Vladivostok                   |
| 25. | 5.–7. oktober 2013                 | Indonezija                 | Bali                          |
| 26. | 10.–11. november 2014              | Ljudska republika Kitajska | Peking                        |
| 27. | 18.–19. november 2015              | Filipini                   | Pasay                         |
| 28. | 19.–20. november 2016              | Peru                       | Lima                          |
| 29. | 10.–11. november 2017              | Vietnam                    | Đà Nẵng                       |
| 30. | 17.–18. november 2018              | Papua Nova Gvineja         | Port Moresby                  |
| 31. | 16.–17. november 2019 (odpovedano) | Čile                       | Santiago                      |
| 31. | 20. november 2020                  | Malezija                   | Kuala Lumpur (vrh na daljavo) |
| 32. | 16. julij in 12. november 2021     | Nova Zelandija             | Auckland (vrh na daljavo)     |
| 33. | 18.–19. november 2022              | Tajska                     | Bangkok                       |
| 34. | 15.–17. november 2023              | ZDA                        | San Francisco                 |
| 35. | 10.–16. november 2024              | Peru                       | Cusco                         |

## Sklicevanja
1. ↑  »About APEC«. APEC (v angleščini). Pridobljeno 21. novembra 2023.
2. ↑  »History«. APEC (v angleščini). Pridobljeno 21. novembra 2023.
3. ↑  Še vedno britanska kolonija, ko se je prvič pridružila leta 1991, se je 6 let kasneje, leta 1997, vrnila na Kitajsko kot posebna upravna regija.
4. ↑  Upošteva se samo celina, njeni posebni upravni regiji: Hongkong in Makav pa se štejeta za ločena gospodarska subjekta.
5. ↑  Sodeluje kot "Kitajski Tajpej", da bi preprečil nadaljnje politične napetosti s Kitajsko, saj naj bi organizacija sodelovala v gospodarstvu in se ne borila drug proti drugemu.